# Liste der Einträge im National Register of Historic Places im Polk County (Iowa)

Lage des Polk County in Iowa

Die Liste der Einträge im National Register of Historic Places im Polk County in Iowa führt die Bauwerke und historischen Stätten im Polk County auf, die in das National Register of Historic Places aufgenommen wurden.

## Legende
| NRHP | Historic Place                      |
| HD   | Historic District                   |
| NHL  | National Historic Landmark          |
| NHLD | National Historic Landmark District |

## Aktuelle Einträge
| [ 2 ] | Name                                                                         | Bild                                                                         | Eintragsdatum        | Lage | Ort             | Beschreibung |
| ----- | ---------------------------------------------------------------------------- | ---------------------------------------------------------------------------- | -------------------- | --- | --------------- | --- |
| 1     | Abraham Lincoln High School                                                  | Abraham Lincoln High School                                                  | 2002 ID-Nr. 02001250 | 2600 Southwest 9th Street 41° 33′ 43″ N, 93° 37′ 34″ W | Des Moines      | 1922 im Stil des Tudor Revival errichtetes Schulgebäude                                                                         |
| 2     | William W. and Elizabeth J. Ainsworth House                                  | William W. and Elizabeth J. Ainsworth House                                  | 1998 ID-Nr. 98001275 | 1310 7th Street 41° 36′ 8″ N, 93° 37′ 38″ W | Des Moines      | 1886 im Queen-Anne-Stil errichtetes Wohnhaus                                                                                    |
| 3     | Josiah Andrews House                                                         | Josiah Andrews House                                                         | 1988 ID-Nr. 88001338 | 1128 27th Street 41° 35′ 58″ N, 93° 39′ 13″ W | Des Moines      | 1896 im viktorianischen Stil errichtetes Wohnhaus                                                                               |
| 4     | Ashby Manor Historic District                                                | Ashby Manor Historic District                                                | 1992 ID-Nr. 92001150 | Zwischen Beaver Avenue und Ashby Park 41° 37′ 30″ N, 93° 40′ 23″ W | Des Moines      | Wohnviertel mit 91 Gebäuden verschiedener Baustile aus der ersten Hälfte des 20. Jahrhunderts                                   |
| 5     | Ayrshire Apartments                                                          | Ayrshire Apartments                                                          | 1996 ID-Nr. 96001144 | 1815 6th Avenue 41° 36′ 38″ N, 93° 37′ 30″ W | Des Moines      | 1920 im Stil des Tudor Revival errichtetes dreistöckiges Appartementhaus                                                        |
| 6     | William H. and Alice Bailey House                                            | William H. and Alice Bailey House                                            | 1996 ID-Nr. 96001148 | 1810 6th Avenue 41° 36′ 44″ N, 93° 37′ 30″ W | Des Moines      | 1889 errichtetes Wohnhaus |
| 7     | C.H. Baker Double House                                                      | C.H. Baker Double House                                                      | 1996 ID-Nr. 96001153 | 1700-1702 6th Avenue 41° 36′ 32″ N, 93° 37′ 31″ W | Des Moines      | 1902 errichtetes Doppelhaus |
| 8     | Baker-Devotie-Hollingsworth Block                                            | Baker-Devotie-Hollingsworth Block                                            | 1978 ID-Nr. 78001256 | 516-526 East Grand Avenue 41° 35′ 27″ N, 93° 36′ 37″ W | Des Moines      | 1878 errichtetes Geschäftsgebäude                                                                                               |
| 9     | Walter M. Bartlett Double House                                              | Walter M. Bartlett Double House                                              | 1998 ID-Nr. 98001279 | 1416-1418 6th Avenue 41° 36′ 15″ N, 93° 37′ 32″ W | Des Moines      | 1913 im neoklassizistischen Stil errichtetes Geschäftshaus                                                                      |
| 10    | Bates Park Historic District                                                 | Bates Park Historic District                                                 | 1996 ID-Nr. 96001154 | 4th Street zwischen Orchard Street und Clark Street 41° 36′ 18″ N, 93° 37′ 24″ W | Des Moines      | 16 im Stil des Colonial Revival errichtete Wohnhäuser                                                                           |
| 11    | William A. and Etta Baum Cottage                                             | William A. and Etta Baum Cottage                                             | 1996 ID-Nr. 96001147 | 1604 8th Street 41° 36′ 29″ N, 93° 37′ 40″ W | Des Moines      | 1891 im Queen-Anne-Stil errichtetes Wohnhaus                                                                                    |
| 12    | Boyt Company Building                                                        | Boyt Company Building                                                        | 2009 ID-Nr. 09000108 | 210 Court Avenue 41° 35′ 6,6″ N, 93° 37′ 10,7″ W | Des Moines      | |
| 13    | Byron A. Beeson House                                                        | Byron A. Beeson House                                                        | 1996 ID-Nr. 96001141 | 1503 5th Avenue 41° 36′ 21″ N, 93° 37′ 28″ W | Des Moines      | 1890 im Queen-Anne-Stil errichtetes Wohnhaus; heute Schule                                                                      |
| 14    | Hill McClelland Bell House                                                   | Hill McClelland Bell House                                                   | 1988 ID-Nr. 88001334 | 1091 26th Street 41° 35′ 53″ N, 93° 39′ 6″ W | Des Moines      | 1902 im viktorianischen Stil errichtetes Wohnhaus                                                                               |
| 15    | F.A. Benham House                                                            | F.A. Benham House                                                            | 1998 ID-Nr. 98001326 | 716 19th Street 41° 35′ 24″ N, 93° 38′ 33″ W | Des Moines      | 1884 im viktorianischen Stil errichtetes Wohnhaus                                                                               |
| 16    | Big Creek Schoolhouse                                                        | Big Creek Schoolhouse                                                        | 2004 ID-Nr. 04000816 | 112 3rd Street 41° 46′ 14″ N, 93° 42′ 51″ W | Polk City       | 1863 errichtetes Schulgebäude                                                                                                   |
| 17    | Byron and Ivan Boyd House                                                    | Byron and Ivan Boyd House                                                    | 2004 ID-Nr. 04000263 | 304 42nd Street 41° 35′ 8″ N, 93° 40′ 50″ W | Des Moines      | 1924 im Stil des Tudor Revival errichtetes Wohnhaus                                                                             |
| 18    | Burns United Methodist Church                                                | Burns United Methodist Church                                                | 1977 ID-Nr. 77000546 | 811 Crocker Street 41° 35′ 37″ N, 93° 37′ 41″ W | Des Moines      | 1912 errichtete Methodistenkirche                                                                                               |
| 19    | Burnstein-Malin Grocery                                                      | Burnstein-Malin Grocery                                                      | 1998 ID-Nr. 98001277 | 1241 6th Avenue 41° 36′ 7″ N, 93° 37′ 31″ W | Des Moines      | 1923 errichtetes Lebensmittelgeschäft                                                                                           |
| 20    | Camp Dodge Pool District                                                     | Camp Dodge Pool District                                                     | 1995 ID-Nr. 95000098 | Buildings A22-A24 at Camp Dodge 41° 42′ 12″ N, 93° 42′ 34″ W | Johnston        | 1922 errichtetes Freibad |
| 21    | James Sansom Carpenter House                                                 | James Sansom Carpenter House                                                 | 1998 ID-Nr. 98000379 | 3320 Kinsey Avenue 41° 36′ 26″ N, 93° 33′ 1″ W | Des Moines      | 1890 im Stil des Colonial Revival errichtetes Wohnhaus                                                                          |
| 22    | Larnerd Case House                                                           | Larnerd Case House                                                           | 1982 ID-Nr. 82002633 | 3111 Easton Boulevard 41° 36′ 41″ N, 93° 33′ 19″ W | Des Moines      | 1846 errichtetes Wohnhaus |
| 23    | Chaffee-Hunter House                                                         | Chaffee-Hunter House                                                         | 1998 ID-Nr. 98001274 | 1821 8th Street 41° 36′ 40″ N, 93° 37′ 40″ W | Des Moines      | 1886 im Queen-Anne-Stil errichtetes Wohnhaus                                                                                    |
| 24    | D.S. Chamberlain Building                                                    | D.S. Chamberlain Building                                                    | 2007 ID-Nr. 07000346 | 1312 Locust Street 41° 35′ 4,5″ N, 93° 38′ 3,2″ W | Des Moines      | 1901 errichtetes auch als West Chester bekanntes Wohnhaus; heute Sanatorium                                                     |
| 25    | Chautauqua Park Historic District                                            | Chautauqua Park Historic District                                            | 1990 ID-Nr. 89001776 | Abgegrenzt durch 16th Street, Hickman Road und Chautauqua Parkway 41° 36′ 46″ N, 93° 38′ 6″ W | Des Moines      | Wohnviertel mit 99 Gebäuden verschiedener Baustile                                                                              |
| 26    | Civic Center Historic District                                               | Civic Center Historic District                                               | 1988 ID-Nr. 88001168 | Beide Ufer des Des Moines River zwischen dem Center Street Dam und dem Scott Avenue Dam 41° 34′ 59″ N, 93° 36′ 57″ W                                                                             | Des Moines      | Historisches Distrikt mit Gebäuden, Wasser- und Eisenbahnbauwerken                                                              |
| 27    | Clemens Automobile Company Building                                          | Clemens Automobile Company Building                                          | 2009 ID-Nr. 09000272 | 200 10th Street 41° 35′ 2,7″ N, 93° 37′ 46,3″ W | Des Moines      | |
| 28    | College Corner Commercial Historic Business District                         | College Corner Commercial Historic Business District                         | 1998 ID-Nr. 98000385 | Euclid Avenue zwischen 2nd Avenue und 3rd Avenue 41° 37′ 39″ N, 93° 37′ 13″ W | Des Moines      | Mehrere 1929 errichtete Geschäftshäuser                                                                                         |
| 29    | Court Avenue Bridge                                                          | Court Avenue Bridge                                                          | 1998 ID-Nr. 98000489 | Brücke der Court Avenue über den Des Moines River 41° 35′ 9″ N, 93° 37′ 3″ W | Des Moines      | 1917 errichtete fünfteilige Bogenbrücke                                                                                         |
| 30    | Crane Building                                                               | Crane Building                                                               | 2001 ID-Nr. 01000914 | 1440 Walnut Street 41° 35′ 3″ N, 93° 38′ 9″ W | Des Moines      | 1916 im Stil der Chicagoer Schule errichtetes Bürohaus                                                                          |
| 31    | Crawford House                                                               | Crawford House                                                               | 1983 ID-Nr. 83000398 | 2203 Grand Avenue 41° 35′ 5″ N, 93° 38′ 50″ W | Des Moines      | 1896 errichtetes Leichenschauhaus                                                                                               |
| 32    | Albert Baird Cummins House                                                   | Albert Baird Cummins House                                                   | 1982 ID-Nr. 82002634 | 2404 Forest Drive 41° 35′ 2″ N, 93° 39′ 0″ W | Des Moines      | 1893 im Queen-Anne-Stil errichtetes Wohnhaus                                                                                    |
| 33    | Jay Norwood and Genevieve Pendleton Darling House                            | Jay Norwood and Genevieve Pendleton Darling House                            | 1992 ID-Nr. 91001838 | 2320 Terrace Road 41° 34′ 57″ N, 93° 39′ 14″ W | Des Moines      | 1926 im Stil des Tudor Revival errichtetes Wohnhaus des Cartoonisten Ding Darling                                               |
| 34    | Professor Charles O. Denny House                                             | Professor Charles O. Denny House                                             | 1988 ID-Nr. 88001329 | 1084 25th Street 41° 35′ 52″ N, 93° 39′ 3″ W | Des Moines      | 1893 im viktorianischen Stil errichtetes Wohnhaus                                                                               |
| 35    | Des Moines Art Center                                                        | Des Moines Art Center                                                        | 2004 ID-Nr. 03000063 | 4700 Grand Avenue 41° 35′ 0″ N, 93° 40′ 52″ W | Des Moines      | 1948 errichtetes Museum |
| 36    | Des Moines Building                                                          |                                                                              | 2013 ID-Nr. 13000829 | 405 6th Avenue 41° 35′ 13,8″ N, 93° 37′ 29,2″ W | Des Moines      | 1930 im Stil des Art déco errichtetes Bürohaus; heute Apartments                                                                |
| 37    | Des Moines Fire Department Headquarters-Fire Station No. 1 and Shop Building | Des Moines Fire Department Headquarters-Fire Station No. 1 and Shop Building | 2014 ID-Nr. 14000113 | 900 Mulberry Street und 100 9th Street 41° 35′ 7″ N, 93° 37′ 15″ W | Des Moines      | |
| 37    | Des Moines Saddlery Company Building                                         | Des Moines Saddlery Company Building                                         | 1985 ID-Nr. 85001378 | 307-311 Court Avenue 41° 35′ 7″ N, 93° 37′ 15″ W | Des Moines      | 1881 errichtetes Fabrikgebäude, heute Brauereigaststätte                                                                        |
| 38    | Des Moines Western Railway Freight House                                     | Des Moines Western Railway Freight House                                     | 2008 ID-Nr. 08000682 | 625 East Court Avenue 41° 35′ 14,5″ N, 93° 36′ 28,6″ W | Des Moines      | 1903 errichtetes Eisenbahnfrachtdepot                                                                                           |
| 39    | Drake University Campus Historic District                                    | Drake University Campus Historic District                                    | 1988 ID-Nr. 88001341 | Zwei Blöcke an der University Avenue nahe der 25th Street 41° 36′ 3″ N, 93° 39′ 7″ W | Des Moines      | Sechs im neoklassizistischen Stil errichtete Gebäude auf dem Campus der privaten Drake University                               |
| 40    | Earle & LeBosquet Block                                                      | Earle & LeBosquet Block                                                      | 2009 ID-Nr. 09000402 | 407-409 Court Avenue 41° 35′ 6,1″ N, 93° 37′ 18,3″ W | Des Moines      | 1896 errichtetes Gebäude |
| 41    | Edward B. and Nettie E. Evans House                                          | Edward B. and Nettie E. Evans House                                          | 2002 ID-Nr. 02000294 | 1410 19th Street 41° 36′ 16″ N, 93° 38′ 34″ W | Des Moines      | 1899 im Queen-Anne-Stil errichtetes Wohnhaus                                                                                    |
| 42    | Fire Station No. 4                                                           | Fire Station No. 4                                                           | 1979 ID-Nr. 79000923 | 1041 8th Street 41° 35′ 51″ N, 93° 37′ 39″ W | Des Moines      | 1896 errichtete Feuerwache |
| 43    | First Methodist Episcopal Church                                             | First Methodist Episcopal Church                                             | 1984 ID-Nr. 84001295 | 10th Street Ecke Pleasant Street 41° 35′ 21″ N, 93° 37′ 51″ W | Des Moines      | 1905–1908 errichtete Methodistenkirche                                                                                          |
| 44    | Fish and Game Pavilion and Aquarium                                          | Fish and Game Pavilion and Aquarium                                          | 1991 ID-Nr. 91001836 | Iowa State Fairgrounds 41° 35′ 46″ N, 93° 33′ 21″ W | Des Moines      | 1926–1929 errichtetes Aquarium                                                                                                  |
| 45    | F.W. Fitch Company Historic District                                         | F.W. Fitch Company Historic District                                         | 2013 ID-Nr. 13000147 | 300-306 15th Street und 1510-1526 Walnut Street 41° 35′ 0,3″ N, 93° 38′ 12,7″ W | Des Moines      | |
| 46    | Fleming Building                                                             | Fleming Building                                                             | 2002 ID-Nr. 02000541 | 218 6th Avenue 41° 35′ 8″ N, 93° 37′ 29″ W | Des Moines      | 1907 errichtetes Geschäftsgebäude                                                                                               |
| 47    | Flynn Farm, Mansion, and Barn                                                | Flynn Farm, Mansion, and Barn                                                | 1973 ID-Nr. 73000737 | 2600 111th Street 41° 37′ 18″ N, 93° 46′ 33″ W | Des Moines      | 1871 im Italianate-Stil errichtetes Farmhaus                                                                                    |
| 48    | Fort Des Moines Provisional Army Officer Training School                     | Fort Des Moines Provisional Army Officer Training School                     | 1974 ID-Nr. 74000805 | Fort Des Moines Military Reservation 41° 31′ 25″ N, 93° 37′ 11″ W | Des Moines      | 1917 errichtete Offiziersschule; 1974 in das NHL aufgenommen                                                                    |
| 49    | Franklin Apartments                                                          | Franklin Apartments                                                          | 1996 ID-Nr. 96001142 | 1811 6th Avenue 41° 36′ 40″ N, 93° 37′ 30″ W | Des Moines      | 1897 im Queen-Anne-Stil errichtetes Apartmenthaus                                                                               |
| 50    | Rees Gabriel House                                                           | Rees Gabriel House                                                           | 1978 ID-Nr. 78001250 | 1701 Pennsylvania Avenue 41° 36′ 33″ N, 93° 36′ 34″ W | Des Moines      | 1896 im Queen-Anne-Stil errichtetes Wohnhaus                                                                                    |
| 51    | Goddard Bungalow Court Historic District                                     | Goddard Bungalow Court Historic District                                     | 2000 ID-Nr. 00000930 | 1410-21 Goddard Court Street und 1232 14th Street 41° 36′ 5″ N, 93° 38′ 9″ W | Des Moines      | 12 im American Craftsman Style errichtete Wohnhäuser                                                                            |
| 52    | Lowry W. and Hattie N. Goode First North Des Moines House                    | Lowry W. and Hattie N. Goode First North Des Moines House                    | 1998 ID-Nr. 98001280 | 1813 7th Street 41° 36′ 40″ N, 93° 37′ 35″ W | Des Moines      | 1884 im viktorianischen Stil errichtetes Wohnhaus                                                                               |
| 53    | Grand View College (Old Main)                                                | Grand View College (Old Main)                                                | 1978 ID-Nr. 78001252 | 1200 Grandview Avenue 41° 37′ 15″ N, 93° 36′ 15″ W | Des Moines      | 1895 errichtetes Gebäude auf dem Campus der privaten Grand View University                                                      |
| 54    | Greek Orthodox Church of Saint George                                        | Greek Orthodox Church of Saint George                                        | 1997 ID-Nr. 97000101 | 1118 35th Street 41° 35′ 55″ N, 93° 39′ 49″ W | Des Moines      | 1906 im neoklassizistischen Stil errichtete griechisch-orthodoxe Kirche                                                         |
| 55    | Greenwood Park Plats Historic District                                       | Greenwood Park Plats Historic District                                       | 2013 ID-Nr. 13000068 | Zwischen 39th Street und 42nd Street, Grand Avenue zwischen Center Street und Pleasant Street sowie 4006 und 4024 Grand Avenue 41° 35′ 16,9″ N, 93° 40′ 18,3″ W                                  | Des Moines      | |
| 56    | Grocers Wholesale Company Building                                           | Grocers Wholesale Company Building                                           | 2008 ID-Nr. 08000330 | 22 West 9th Street 41° 34′ 58,7″ N, 93° 37′ 40,5″ W | Des Moines      | 1916 errichtetes Lagerhaus |
| 57    | F.E. Haley Double House                                                      | F.E. Haley Double House                                                      | 1998 ID-Nr. 98001278 | 1233-1235 7th Street 41° 36′ 6″ N, 93° 37′ 35″ W | Des Moines      | 1897 im Stil des Colonial Revival errichtetes Doppelhaus                                                                        |
| 58    | Hallett Flat-Rawson & Co. Apartment Building                                 | Hallett Flat-Rawson & Co. Apartment Building                                 | 2000 ID-Nr. 00001456 | 1301-1307 Locust Street 41° 35′ 6″ N, 93° 38′ 1″ W | Des Moines      | 1904 errichtetes Apartmenthaus                                                                                                  |
| 59    | Dr. John B. and Anna M. Hatton House                                         | Dr. John B. and Anna M. Hatton House                                         | 1998 ID-Nr. 98000408 | 1730 7th Street 41° 36′ 37″ N, 93° 37′ 38″ W | Des Moines      | 1887 im viktorianischen Stil errichtetes Wohnhaus                                                                               |
| 60    | Hawkeye Insurance Company Building                                           | Hawkeye Insurance Company Building                                           | 1986 ID-Nr. 86000874 | 209 4th Street 41° 35′ 8″ N, 93° 37′ 17″ W | Des Moines      | 1868–1869 im Italianate-Stil errichtetes Bürohaus                                                                               |
| 61    | Hawkeye Transfer Company Warehouse                                           |                                                                              | 2010 ID-Nr. 10000077 | 702 Elm Street 41° 34′ 50,3″ N, 93° 37′ 27,7″ W | Des Moines      | 1901 errichtetes Lagerhaus; heute Apartments                                                                                    |
| 62    | William B. Hayes House                                                       | William B. Hayes House                                                       | 1996 ID-Nr. 96001140 | 1547 Arlington Avenue 41° 36′ 27″ N, 93° 37′ 18″ W | Des Moines      | 1886 im viktorianischen Stil errichtetes Wohnhaus                                                                               |
| 63    | Allen Hazen Water Tower                                                      | Allen Hazen Water Tower                                                      | 2004 ID-Nr. 04000819 | 4800 Hickman Road 41° 36′ 59″ N, 93° 41′ 1″ W | Des Moines      | 1931 im neoklassizistischen Stil errichteter Wasserturm                                                                         |
| 64    | Henshie-Briggs Row House                                                     | Henshie-Briggs Row House                                                     | 2001 ID-Nr. 01000855 | 1106 High Street 41° 35′ 12″ N, 93° 37′ 58″ W | Des Moines      | 1883 im Italianate-Stil errichtetes Gebäude                                                                                     |
| 65    | Herndon Hall                                                                 | Herndon Hall                                                                 | 1977 ID-Nr. 77000547 | 2000 Grand Avenue 41° 35′ 3″ N, 93° 38′ 39″ W | Des Moines      | 1881 im Queen-Anne-Stil errichtetes Wohnhaus; heute Arztpraxis                                                                  |
| 66    | Herring Motor Car Company Building                                           | Herring Motor Car Company Building                                           | 2004 ID-Nr. 04001325 | 110 West 10th Street 41° 35′ 3″ N, 93° 37′ 45″ W | Des Moines      | 1912–1913 im neoklassizistischen Stil errichtetes Geschäftshaus                                                                 |
| 67    | Herrold Bridge                                                               | Herrold Bridge                                                               | 1998 ID-Nr. 98000490 | Brücke der Northwest 88th Avenue über den Beaver Creek 41° 43′ 19″ N, 93° 44′ 59″ W | Herrold         | 1921 errichtete Stahlbetonbrücke                                                                                                |
| 68    | Highland Park Historic Business District at Euclid and Sixth Avenues         | Highland Park Historic Business District at Euclid and Sixth Avenues         | 1998 ID-Nr. 98000867 | Um die Kreuzung von Euclid Avenue und 6th Avenue 41° 37′ 42″ N, 93° 37′ 27″ W | Des Moines      | 18 Geschäftsgebäude im Stadtzentrum                                                                                             |
| 69    | Hohberger Building                                                           | Hohberger Building                                                           | 2002 ID-Nr. 02001019 | 502-506 East Locust Street 41° 35′ 24″ N, 93° 36′ 39″ W | Des Moines      | 1898 im viktorianischen Stil errichtetes Geschäftshaus                                                                          |
| 70    | Home of Marshall's Horseradish                                               | Home of Marshall's Horseradish                                               | 1998 ID-Nr. 98001285 | 1546 2nd Place 41° 36′ 27″ N, 93° 37′ 14″ W | Des Moines      | 1886 im Queen-Anne-Stil errichtete Gärtnerei                                                                                    |
| 71    | Homestead Building                                                           | Homestead Building                                                           | 1982 ID-Nr. 82002635 | 303 Locust Street 41° 35′ 16″ N, 93° 37′ 17″ W | Des Moines      | 1893 im neuromanischen Stil errichtetes Geschäftshaus                                                                           |
| 72    | Hotel Fort Des Moines                                                        | Hotel Fort Des Moines                                                        | 1982 ID-Nr. 82002636 | 10th Street Ecke Walnut Street 41° 35′ 3″ N, 93° 37′ 46″ W | Des Moines      | 1918–1919 errichtetes Hotel |
| 73    | Hotel Kirkwood                                                               | Hotel Kirkwood                                                               | 2003 ID-Nr. 03001256 | 400 Walnut Street 41° 35′ 15″ N, 93° 36′ 33″ W | Des Moines      | 1930 im Stil des Art decó errichtetes Hotel                                                                                     |
| 74    | Hotel Randolph                                                               | Hotel Randolph                                                               | 2009 ID-Nr. 09000403 | 200-204 4th Street 41° 35′ 6,2″ N, 93° 37′ 18″ W | Des Moines      | 1911–1912 errichtetes Hotel |
| 75    | Hubbell Building                                                             | Hubbell Building                                                             | 2004 ID-Nr. 04000818 | 904 Walnut Street 41° 35′ 8″ N, 93° 37′ 43″ W | Des Moines      | 1913 im Stil der Chicagoer Schule errichtetes Bürohochhaus                                                                      |
| 76    | Hubbell Warehouse                                                            | Hubbell Warehouse                                                            | 2010 ID-Nr. 10000894 | 340 Southwest 5th Street 41° 34′ 50″ N, 93° 37′ 17″ W | Des Moines      | 1913 im neoklassizistischen Stil errichtetes Lagerhaus                                                                          |
| 77    | Ingersoll Place Plat Historic District                                       | Ingersoll Place Plat Historic District                                       | 2000 ID-Nr. 00000931 | 28th Street, Linden Street und High Street 41° 35′ 14″ N, 93° 39′ 11″ W | Des Moines      | Wohnviertel mit 52 Gebäuden im American Craftsman und im Stil des Colonial Revival                                              |
| 78    | Iowa Commission for the Blind Building                                       | Iowa Commission for the Blind Building                                       | 2010 ID-Nr. 09000714 | 524 4th Street 41° 35′ 20″ N, 93° 37′ 22″ W | Des Moines      | 1913 im neoklassizistischen Stil errichtetes Gebäude                                                                            |
| 79    | Iowa State Capitol                                                           | Iowa State Capitol                                                           | 1976 ID-Nr. 76000799 | Grand Avenue Ecke East 12th Street 41° 35′ 27″ N, 93° 36′ 15″ W | Des Moines      | 1871–1886 errichtetes Kongressgebäude des Staates Iowa                                                                          |
| 80    | Iowa State Fair and Exposition Grounds Historic District                     | Iowa State Fair and Exposition Grounds Historic District                     | 1987 ID-Nr. 87000014 | East 30th Street Ecke Grand Avenue 41° 35′ 43″ N, 93° 32′ 58″ W | Des Moines      | 1886 angelegtes Ausstellungs- und Veranstaltungsgelände                                                                         |
| 81    | Iowa State Historical Building                                               | Iowa State Historical Building                                               | 1978 ID-Nr. 78001251 | East 12th Street Ecke Grand Avenue 41° 35′ 34″ N, 93° 36′ 9″ W | Des Moines      | 1898 im Beaux-Arts-Stil errichtetes früheres Gebäude der State Historical Society of Iowa; heute Sitz der State Library of Iowa |
| 82    | Iowa-Des Moines National Bank Building                                       | Iowa-Des Moines National Bank Building                                       | 1979 ID-Nr. 79000924 | 520 Walnut Street 41° 35′ 8″ N, 93° 37′ 27″ W | Des Moines      | 1930–1932 im Stil des Art decò errichtete Bank                                                                                  |
| 83    | Capt. Nicholas W. and Emma Johnson House                                     | Capt. Nicholas W. and Emma Johnson House                                     | 1990 ID-Nr. 90001854 | 21st Street Ecke University Avenue 41° 36′ 0″ N, 93° 38′ 42″ W | Des Moines      | 1896 im Queen-Anne-Stil errichtetes Wohnhaus                                                                                    |
| 84    | Dr. Anna E. and Andrew A. Johnstone House                                    | Dr. Anna E. and Andrew A. Johnstone House                                    | 1996 ID-Nr. 96001152 | 1830 8th Street 41° 36′ 40″ N, 93° 37′ 41″ W | Des Moines      | 1887 im Queen-Anne-Stil errichtetes Wohnhaus                                                                                    |
| 85    | Jordan House                                                                 | Jordan House                                                                 | 1973 ID-Nr. 73000738 | 2251 Fuller Road 41° 33′ 36″ N, 93° 44′ 5″ W | West Des Moines | 1855 errichtetes Wohnhaus des Abolitionisten James C. Jordan; Station der Underground Railroad                                  |
| 86    | Rev. R.W. and Fannie E. Keeler House                                         | Rev. R.W. and Fannie E. Keeler House                                         | 1993 ID-Nr. 93001184 | 1430 10th Street 41° 36′ 21″ N, 93° 37′ 50″ W | Des Moines      | 1889 im viktorianischen Stil errichtetes Wohnhaus                                                                               |
| 87    | Kingman Place Historic District                                              | Kingman Place Historic District                                              | 2000 ID-Nr. 00000928 | 27th bis 31st Straße, Kingman Boulevard, Rutland Street und Cottage Avenue 41° 36′ 4″ N, 93° 39′ 4″ W                                                                                            | Des Moines      | Aus 129 im American Craftsman Style errichteten Gebäuden bestehendes Wohnviertel                                                |
| 88    | Francis M. Kirkham House                                                     | Francis M. Kirkham House                                                     | 1988 ID-Nr. 88001328 | 1026 24th Street 41° 35′ 45″ N, 93° 38′ 58″ W | Des Moines      | 1888 im viktorianischen Stil errichtetes Wohnhaus                                                                               |
| 89    | Nellie and Thomas Knotts House                                               | Nellie and Thomas Knotts House                                               | 1988 ID-Nr. 88001333 | 1021 26th Street 41° 35′ 44″ N, 93° 39′ 5″ W | Des Moines      | 1894 im viktorianischen Stil errichtetes Wohnhaus                                                                               |
| 90    | Kromer Flats                                                                 | Kromer Flats                                                                 | 1996 ID-Nr. 96001151 | 1433-1439 6th Avenue 41° 36′ 17″ N, 93° 37′ 31″ W | Des Moines      | 1905 im Stil der Neorenaissance errichtetes Wohnhaus                                                                            |
| 91    | The Lexington                                                                | The Lexington                                                                | 1976 ID-Nr. 76000800 | 1721 Pleasant Street 41° 35′ 24″ N, 93° 38′ 26″ W | Des Moines      | 1906–1908 errichtetes Apartmenthaus                                                                                             |
| 92    | Liberty Building                                                             | Liberty Building                                                             | 2010 ID-Nr. 10000488 | 418 Sixth Avenue 41° 35′ 15″ N, 93° 37′ 32″ W | Des Moines      | 1923 im Stil der Chicagoer Schule errichtetes Bürohochhaus                                                                      |
| 93    | Linden Heights Historic District                                             | Linden Heights Historic District                                             | 2003 ID-Nr. 03001262 | Foster Drive, Glenview Drive, Woodlawn Drive, Park Hill Drive und westlicher Teil Southwest 42nd Street 41° 34′ 25″ N, 93° 40′ 35″ W                                                             | Des Moines      | Wohnviertel mit 157 Gebäuden verschiedener Baustile                                                                             |
| 94    | Richard T.C. Lord and William V. Wilcox House                                | Richard T.C. Lord and William V. Wilcox House                                | 1988 ID-Nr. 88001336 | 2416 Kingman Boulevard 41° 35′ 46″ N, 93° 39′ 1″ W | Des Moines      | 1888 errichtetes Wohnhaus |
| 95    | Mahnke House                                                                 | Mahnke House                                                                 | 1983 ID-Nr. 83003622 | 2707 High Street 41° 35′ 14″ N, 93° 39′ 12″ W | Des Moines      | 1909 im Stil der Prairie Houses errichtetes Wohnhaus                                                                            |
| 96    | The Maine                                                                    | The Maine                                                                    | 1996 ID-Nr. 96001143 | 1635 6th Avenue 41° 36′ 34″ N, 93° 37′ 30″ W | Des Moines      | 1913 errichtetes Geschäftshaus                                                                                                  |
| 97    | Maish House                                                                  | Maish House                                                                  | 1977 ID-Nr. 77000548 | 1623 Center Street 41° 35′ 31″ N, 93° 38′ 23″ W | Des Moines      | 1882 im Italianate-Stil errichtetes Wohnhaus                                                                                    |
| 98    | Masonic Temple of Des Moines                                                 | Masonic Temple of Des Moines                                                 | 1997 ID-Nr. 97000961 | 1011 Locust Street 41° 35′ 9″ N, 93° 37′ 47″ W | Des Moines      | 1913 im Beaux-Arts-Stil errichteter Freimaurertempel; heute Kunst- und Kulturzentrum                                            |
| 99    | Minnie Y. and Frank P. Mattes House                                          | Minnie Y. and Frank P. Mattes House                                          | 2009 ID-Nr. 09001090 | 1305 34th Street 41° 36′ 8,7″ N, 93° 39′ 46,1″ W | Des Moines      | |
| 100   | Methodist Deaconess Institute–Esther Hall                                    | Methodist Deaconess Institute–Esther Hall                                    | 2009 ID-Nr. 09000067 | 921 Pleasant Street 41° 35′ 20,9″ N, 93° 37′ 50″ W | Des Moines      | 1921 errichtetes Gebäude |
| 101   | Middlesex Plat Historic District                                             | Middlesex Plat Historic District                                             | 2000 ID-Nr. 00000932 | Abgegrenzt durch Center Street, Woodland Avenue, 31st Street und 35th Street 41° 35′ 44″ N, 93° 39′ 39″ W                                                                                        | Des Moines      | Wohnviertel mit 240 zwischen 1910 und 1923 im Bungalowstil errichteten Wohnhäusern                                              |
| 102   | Municipal Building                                                           | Municipal Building                                                           | 1977 ID-Nr. 77000549 | East 1st Street Ecke Locust Street 41° 35′ 21″ N, 93° 36′ 58″ W | Des Moines      | 1909–1910 im Beaux-Arts-Stil errichtetes Rathaus                                                                                |
| 103   | Murillo Flats                                                                | Murillo Flats                                                                | 2009 ID-Nr. 09000404 | 605 16th Street 41° 35′ 14,2″ N, 93° 38′ 20″ W | Des Moines      | 1903–1905 im neoklassizistischen Stil errichtetes dreistöckiges Apartmenthaus                                                   |
| 104   | National Biscuit Company Building                                            | National Biscuit Company Building                                            | 2009 ID-Nr. 09000273 | 1001 Cherry Street 41° 34′ 58,6″ N, 93° 37′ 45,4″ W | Des Moines      | 1906 im neoklassizistischen Stil errichtetes Geschäftshaus                                                                      |
| 105   | Naylor House                                                                 | Naylor House                                                                 | 1974 ID-Nr. 74000806 | 944 West 9th Street 41° 35′ 41″ N, 93° 37′ 45″ W | Des Moines      | 1869 errichtetes Geschäftshaus                                                                                                  |
| 106   | The New Lawn                                                                 | The New Lawn                                                                 | 1996 ID-Nr. 96001150 | 1245 6th Avenue 41° 36′ 6″ N, 93° 37′ 30″ W | Des Moines      | 1915 im Stil der Prairie Houses errichtetes Geschäftshaus                                                                       |
| 107   | Newens Sanitary Dairy Historic District                                      | Newens Sanitary Dairy Historic District                                      | 2003 ID-Nr. 03000062 | 2225 und 2300-2312 University Avenue 41° 36′ 1″ N, 93° 38′ 52″ W | Des Moines      | Frühere Molkerei und Wohnhaus                                                                                                   |
| 108   | Norman Apartment Building                                                    | Norman Apartment Building                                                    | 1988 ID-Nr. 88001327 | 3103 University Avenue 41° 36′ 2″ N, 93° 39′ 34″ W | Des Moines      | 1908 im neugotischen Stil errichtetes Apartmenthaus                                                                             |
| 109   | Northwestern Hotel                                                           | Northwestern Hotel                                                           | 1984 ID-Nr. 84001300 | 321 East Walnut Street 41° 35′ 17″ N, 93° 36′ 43″ W | Des Moines      | 1916–1917 im Stil der Neorenaissance errichtetes Hotel                                                                          |
| 110   | The Oaklands Historic District                                               | The Oaklands Historic District                                               | 1996 ID-Nr. 96001155 | Abgegrenzt durch Oakland Avenue, Arlington Avenue, Franklin Avenue und College Avenue 41° 36′ 34″ N, 93° 37′ 22″ W                                                                               | Des Moines      | Wohnviertel mit 52 Gebäuden verschiedener Baustile                                                                              |
| 111   | F. F. Odenweller-James P. and Nettie Morey House                             | F. F. Odenweller-James P. and Nettie Morey House                             | 1988 ID-Nr. 88001337 | 1115 27th Street 41° 36′ 8″ N, 93° 39′ 26″ W | Des Moines      | 1896 im viktorianischen Stil errichtetes Wohnhaus                                                                               |
| 112   | Owl's Head Historic District                                                 | Owl's Head Historic District                                                 | 1978 ID-Nr. 78001253 | Ridge Road, Forest Drive, 28th Street und 29th Street 41° 34′ 57″ N, 93° 39′ 18″ W | Des Moines      | Wohnviertel mit 52 Gebäuden verschiedener Baustile                                                                              |
| 113   | George B. Peak House                                                         | George B. Peak House                                                         | 1978 ID-Nr. 78001254 | 1080 22nd Street 41° 35′ 52″ N, 93° 38′ 48″ W | Des Moines      | Im Jahr 1900 im Stil des Colonial Revival errichtetes Wohnhaus                                                                  |
| 114   | Perry and Brainard Block                                                     | Perry and Brainard Block                                                     | 1996 ID-Nr. 96001149 | 1601 6th Avenue 41° 36′ 29″ N, 93° 37′ 31″ W | Des Moines      | 1888–1889 errichtetes früheres Rathaus von North Des Moines                                                                     |
| 115   | Polk County Courthouse                                                       | Polk County Courthouse                                                       | 1979 ID-Nr. 79000925 | 6th Street Ecke Mulberry Street 41° 35′ 5″ N, 93° 37′ 23″ W | Des Moines      | 1906 im Beaux-Arts-Stil errichtetes Justiz- und Verwaltungsgebäude des Polk County                                              |
| 116   | Prospect Park Second Plat Historic District                                  | Prospect Park Second Plat Historic District                                  | 1998 ID-Nr. 98000375 | Abgegrenzt durch den Des Moines River, Franklin Avenue, 6th Avenue und 9th Street 41° 36′ 45″ N, 93° 37′ 39″ W                                                                                   | Des Moines      | 54 Geschäftshäuser verschiedener Baustile im Stadtzentrum                                                                       |
| 117   | Public Library of Des Moines                                                 | Public Library of Des Moines                                                 | 1977 ID-Nr. 77000550 | Locust Street 41° 35′ 15″ N, 93° 37′ 7″ W | Des Moines      | 1903 im Beaux-Arts-Stil errichtete Stadtbibliothek                                                                              |
| 118   | Anson O. Reynolds House                                                      | Anson O. Reynolds House                                                      | 1988 ID-Nr. 88001331 | 1022 26th Street 41° 35′ 44″ N, 93° 39′ 7″ W | Des Moines      | 1890 im viktorianischen Stil errichtetes Wohnhaus                                                                               |
| 119   | Riverview Park Plat Historic District                                        | Riverview Park Plat Historic District                                        | 1996 ID-Nr. 96001157 | Arlington Avenue zwischen Franklin Avenue und 6th Avenue 41° 36′ 43″ N, 93° 37′ 24″ W | Des Moines      | Wohnviertel mit 30 Gebäuden verschiedener Baustile                                                                              |
| 120   | Ralph Rollins House                                                          | Ralph Rollins House                                                          | 1978 ID-Nr. 78001255 | 2801 Fleur Drive 41° 33′ 36″ N, 93° 38′ 38″ W | Des Moines      | 1926 errichtetes Wohnhaus |
| 121   | Rumely-Des Moines Drug Company Building                                      | Rumely-Des Moines Drug Company Building                                      | 1989 ID-Nr. 89002008 | 110 Southwest 4th Street 41° 34′ 58″ N, 93° 37′ 16″ W | Des Moines      | 1903 im Stil der Chicagoer Schule errichtetes Lagerhaus                                                                         |
| 122   | St. Ambrose Cathedral and Rectory                                            | St. Ambrose Cathedral and Rectory                                            | 1979 ID-Nr. 79000927 | 607 High Street 41° 35′ 19″ N, 93° 37′ 32″ W | Des Moines      | 1891 im neuromanischen Stil errichtete katholische Kathedrale                                                                   |
| 123   | Saint John's Roman Catholic Church                                           | Saint John's Roman Catholic Church                                           | 1987 ID-Nr. 87001497 | 1915 University Avenue 41° 35′ 30″ N, 93° 38′ 35″ W | Des Moines      | 1927 im neuromanischen Stil errichtete katholische Kirche                                                                       |
| 124   | St. Paul’s Episcopal Church                                                  | St. Paul’s Episcopal Church                                                  | 2010 ID-Nr. 10000129 | 815 High Street 41° 35′ 17″ N, 93° 37′ 44,4″ W | Des Moines      | 1885 im neugotischen Stil errichtete Episkopalkirche                                                                            |
| 125   | Salisbury House                                                              | Salisbury House                                                              | 1977 ID-Nr. 77000551 | 4025 Tonawanda Drive 41° 34′ 46″ N, 93° 40′ 17″ W | Des Moines      | 1923 im Stil des Tudor Revival errichtetes Wohnhaus; heute Museum                                                               |
| 126   | Sargent's Garage                                                             | Sargent's Garage                                                             | 1998 ID-Nr. 98001276 | 510 College Avenue 41° 36′ 27″ N, 93° 37′ 31″ W | Des Moines      | 1924 errichtete Autowerkstatt                                                                                                   |
| 127   | Savery Hotel                                                                 | Savery Hotel                                                                 | 1998 ID-Nr. 98001324 | 401 Locust Street 41° 35′ 15″ N, 93° 37′ 22″ W | Des Moines      | 1919 im Stil des Colonial Revival errichtetes Hotel                                                                             |
| 128   | Julius Scheibe Cottage                                                       | Julius Scheibe Cottage                                                       | 1998 ID-Nr. 98001281 | 815 College Avenue 41° 36′ 28″ N, 93° 37′ 42″ W | Des Moines      | 1898 errichtetes Wohnhaus |
| 129   | Schmitt and Henry Manufacturing Company                                      | Schmitt and Henry Manufacturing Company                                      | 2010 ID-Nr. 10000078 | 309 Southwest 8th Street 41° 34′ 50,5″ N, 93° 37′ 31,1″ W | Des Moines      | 1902 im neoklassizistischen Stil errichtetes Fabrikgebäude                                                                      |
| 130   | Mary A. and Caleb D. Scott House                                             | Mary A. and Caleb D. Scott House                                             | 1988 ID-Nr. 88001332 | 1014 26th Street 41° 35′ 44″ N, 93° 39′ 7″ W | Des Moines      | 1889 im viktorianischen Stil errichtetes Wohnhaus                                                                               |
| 131   | Scottish Rite Consistory Building                                            | Scottish Rite Consistory Building                                            | 1983 ID-Nr. 83000399 | 6th Avenue Ecke Park Street 41° 35′ 29″ N, 93° 37′ 30″ W | Des Moines      | 1926–1927 im neoklassizistischen Stil errichtetes Clubhaus                                                                      |
| 132   | Seth Richards Commercial Block                                               |                                                                              | 2005 ID-Nr. 01001460 | 300-310 Court Avenue 41° 35′ 7″ N, 93° 36′ 30″ W | Des Moines      | 1890 errichtetes Geschäftsgebäude                                                                                               |
| 133   | Sherman Hill Historic District                                               | Sherman Hill Historic District                                               | 1979 ID-Nr. 79000926 | Abgegrenzt durch Woodland Avenue, 19th Street, School Street und 15th Street; sowie zwischen 15th Street, Woodland Avenue, Martin Luther King Jr. Parkway und I 235 41° 35′ 28″ N, 93° 38′ 25″ W | Des Moines      | Wohnviertel mit 210 Gebäuden im viktorianischen Stil                                                                            |
| 134   | Hoyt Sherman Place                                                           | Hoyt Sherman Place                                                           | 1977 ID-Nr. 77000552 | 1501 Woodland Avenue 41° 35′ 19″ N, 93° 38′ 16″ W | Des Moines      | 1877 errichtetes Wohnhaus des Bankiers Hoyt Sherman; heute Museum                                                               |
| 135   | Lampson P. Sherman House                                                     | Lampson P. Sherman House                                                     | 1988 ID-Nr. 88001335 | 1052 26th Street 41° 35′ 49″ N, 93° 39′ 7″ W | Des Moines      | 1888 im viktorianischen Stil errichtetes Wohnhaus                                                                               |
| 136   | John P. Simmons House                                                        | John P. Simmons House                                                        | 1988 ID-Nr. 88001339 | 1113 27th Street 41° 36′ 8″ N, 93° 39′ 24″ W | Des Moines      | 1894 im viktorianischen Stil errichtetes Wohnhaus                                                                               |
| 137   | Sixth and Forest Historic District                                           | Sixth and Forest Historic District                                           | 1996 ID-Nr. 96001156 | 6th Avenue Ecke Forest Avenue 41° 36′ 17″ N, 93° 37′ 32″ W | Des Moines      | Sechs Gebäude verschiedener Baustile                                                                                            |
| 138   | David W. Smouse Opportunity School                                           | David W. Smouse Opportunity School                                           | 2002 ID-Nr. 02001251 | 2820 Center Street 41° 35′ 29″ N, 93° 39′ 17″ W | Des Moines      | 1931 im Stil des Tudor Revival errichtetes Schulgebäude                                                                         |
| 139   | Southeast Water Trough                                                       | Southeast Water Trough                                                       | 1976 ID-Nr. 76000801 | Southeast 11th Street Ecke Scott Street 41° 34′ 58″ N, 93° 35′ 58″ W | Des Moines      | 1906 angelegter Brunnen |
| 140   | Southwest Fifth St. Bridge                                                   | Southwest Fifth St. Bridge                                                   | 1998 ID-Nr. 98000487 | Brücke der Southwest 5th Street über den Raccoon River 41° 34′ 37″ N, 93° 37′ 10″ W | Des Moines      | 1898 errichtete Fachwerkbrücke                                                                                                  |
| 141   | Standard Glass and Paint Company Building                                    | Standard Glass and Paint Company Building                                    | 2004 ID-Nr. 04001323 | 112 10th Street 41° 35′ 2″ N, 93° 37′ 42″ W | Des Moines      | 1913 im neoklassizistischen Stil errichtetes Fabrikgebäude; heute Apartments                                                    |
| 142   | Samuel A. and Margaret Stevenson House                                       | Samuel A. and Margaret Stevenson House                                       | 1985 ID-Nr. 85000008 | 2940 Cottage Grove Avenue 41° 35′ 54″ N, 93° 39′ 31″ W | Des Moines      | 1889 im viktorianischen Stil errichtetes Wohnhaus                                                                               |
| 143   | Thomas I. Stoner House                                                       | Thomas I. Stoner House                                                       | 1992 ID-Nr. 92000006 | 1030 56th Street 41° 35′ 47″ N, 93° 41′ 37″ W | Des Moines      | 1931 errichtetes Wohnhaus |
| 144   | Dr. Richard and Paulina Stuart House                                         | Dr. Richard and Paulina Stuart House                                         | 1988 ID-Nr. 88001330 | 1060 25th Street 41° 35′ 50″ N, 93° 39′ 3″ W | Des Moines      | 1895 im viktorianischen Stil errichtetes Wohnhaus                                                                               |
| 145   | Sylvan Theater Historic District                                             | Sylvan Theater Historic District                                             | 1995 ID-Nr. 95000965 | Im Greenwood Park an der 45th Street 41° 34′ 50″ N, 93° 40′ 48″ W | Des Moines      | 1931 angelegtes Freilichttheater                                                                                                |
| 146   | Syndicate Block                                                              | Syndicate Block                                                              | 2001 ID-Nr. 01001059 | 501 East Locust Street 41° 35′ 22″ N, 93° 36′ 38″ W | Des Moines      | 1883 im Stil der Neorenaissance errichtetes Geschäftshaus                                                                       |
| 147   | Taft-West Warehouse                                                          | Taft-West Warehouse                                                          | 2006 ID-Nr. 06001162 | 216-222 Court Avenue 41° 35′ 6″ N, 93° 37′ 17″ W | Des Moines      | 1923 errichtetes Lagerhaus |
| 148   | Teachout Building                                                            | Teachout Building                                                            | 1999 ID-Nr. 99000491 | 500-502 East Locust Street 41° 35′ 24″ N, 93° 36′ 39″ W | Des Moines      | 1912 errichtetes Bürohaus |
| 149   | Terrace Hill                                                                 | Terrace Hill                                                                 | 1972 ID-Nr. 72000480 | 2300 Grand Avenue 41° 35′ 0″ N, 93° 38′ 56″ W | Des Moines      | 1866–1869 errichtete Residenz der Gouverneure von Iowa; im Jahr 2003 zum NHL erklärt                                            |
| 150   | Theodore Roosevelt High School                                               | Theodore Roosevelt High School                                               | 2002 ID-Nr. 02001234 | 4419 Center Street 41° 35′ 34″ N, 93° 40′ 45″ W | Des Moines      | 1922 im Stil des Tudor Revival errichtetes Schulgebäude                                                                         |
| 151   | Trent-Beaver House                                                           | Trent-Beaver House                                                           | 1996 ID-Nr. 96001145 | 1802 6th Avenue 41° 36′ 42″ N, 93° 37′ 30″ W | Des Moines      | 1917 im Stil der Prairie Houses errichtetes Wohnhaus                                                                            |
| 152   | Paul J. and Ida Trier House                                                  | Paul J. and Ida Trier House                                                  | 1988 ID-Nr. 88002148 | 6880 Northwest Beaver Drive 41° 41′ 10″ N, 93° 41′ 21″ W | Johnston        | 1957 nach einem Entwurf des Architekten Frank Lloyd Wright im Usonia-Stil errichtetes Wohnhaus                                  |
| 153   | Trinity Methodist Episcopal Church                                           | Trinity Methodist Episcopal Church                                           | 1998 ID-Nr. 98000380 | 1548 8th Street 41° 36′ 28″ N, 93° 37′ 42″ W | Des Moines      | 1911 im neoklassizistischen Stil errichtete Methodistenkirche                                                                   |
| 154   | Susie P. Turner Double House                                                 | Susie P. Turner Double House                                                 | 1998 ID-Nr. 98001284 | 1420-1422 8th Street 41° 36′ 17″ N, 93° 37′ 41″ W | Des Moines      | 1914 errichtetes Doppelhaus |
| 155   | U.S. Post Office                                                             | U.S. Post Office                                                             | 1974 ID-Nr. 74002323 | 2nd Street Ecke Walnut Street 41° 35′ 12,6″ N, 93° 37′ 10,1″ W | Des Moines      | 1910 errichtetes Postamt |
| 156   | Universalist Church                                                          | Universalist Church                                                          | 2005 ID-Nr. 05000253 | 420 4th Street 41° 40′ 16″ N, 93° 21′ 41″ W | Mitchellville   | 1868 errichtete universalistische Kirche                                                                                        |
| 157   | Mrs. Marian D. Vail-Prof. Charles Noyes Kinney House                         |                                                                              | 1988 ID-Nr. 88001340 | 1318 27th Street 41° 36′ 10″ N, 93° 39′ 13″ W | Des Moines      | 1889 im viktorianischen Stil errichtetes Wohnhaus                                                                               |
| 158   | Valley Junction-West Des Moines City Hall and Engine House                   | Valley Junction-West Des Moines City Hall and Engine House                   | 1983 ID-Nr. 83000400 | 137 5th Street 41° 34′ 15″ N, 93° 42′ 29″ W | West Des Moines | 1901 errichtetes Rathaus, Gefängnis und Feuerwache                                                                              |
| 159   | Veneman's Bungalow Court Historic District                                   | Veneman's Bungalow Court Historic District                                   | 2000 ID-Nr. 00000929 | 1101-115 Droukas Court sowie 1228 und 1232 East 12th Street 41° 36′ 3″ N, 93° 36′ 25″ W | Des Moines      | Elf von 1924 bis 1926 im American Craftsman Style errichtete Wohnhäuser                                                         |
| 160   | Henry Wallace House                                                          | Henry Wallace House                                                          | 1993 ID-Nr. 93000412 | 756 16th Street 41° 35′ 29″ N, 93° 38′ 23″ W | Des Moines      | 1883 im spätviktorianischen Stil errichtetes Gebäude                                                                            |
| 161   | Warfield, Pratt, and Howell Company Warehouse                                | Warfield, Pratt, and Howell Company Warehouse                                | 1985 ID-Nr. 85001056 | 100 West Court Avenue 41° 35′ 8″ N, 93° 37′ 4″ W | Des Moines      | 1909 errichtetes Lagerhaus |
| 162   | Charles H. and Lena May Weitz House                                          | Charles H. and Lena May Weitz House                                          | 1998 ID-Nr. 98001282 | 1424 5th Avenue 41° 36′ 16″ N, 93° 37′ 27″ W | Des Moines      | 1891 im Stil des Colonial Revival errichtetes Gebäude                                                                           |
| 163   | West Chester                                                                 | West Chester                                                                 | 1984 ID-Nr. 84001304 | 3520 Grand Avenue 41° 35′ 2″ N, 93° 39′ 52″ W | Des Moines      | 1901 errichtetes Wohnhaus; heute Sanatorium                                                                                     |
| 164   | West Ninth Streetcar Line Historic District                                  | West Ninth Streetcar Line Historic District                                  | 1998 ID-Nr. 98000377 | West 9th Street zwischen University Avenue und Hickman Road 41° 36′ 23″ N, 93° 37′ 47″ W | Des Moines      | 97 Gebäude verschiedener Baustile                                                                                               |
| 165   | Wherry Block                                                                 | Wherry Block                                                                 | 1998 ID-Nr. 98001283 | 1600-1602 6th Avenue 41° 36′ 28″ N, 93° 37′ 33″ W | Des Moines      | 1887 im spätviktorianischen Stil errichtetes Geschäftshaus                                                                      |
| 166   | Woodland Place Historic District                                             | Woodland Place Historic District                                             | 2000 ID-Nr. 00000927 | Woodland Avenue zwischen 25th Street und 27th Street 41° 35′ 24″ N, 93° 39′ 6″ W | Des Moines      | Wohnviertel mit 203 Gebäuden im Baustil                                                                                         |
| 167   | Youngerman Block                                                             | Youngerman Block                                                             | 2009 ID-Nr. 09000405 | 206-208 4th Street 41° 35′ 7,4″ N, 93° 37′ 18,5″ W | Des Moines      | 1876 im Italianate-Stil errichtetes Geschäftshaus; später teilweise im Stil des Art decó umgebaut                               |
| 168   | Younker Brothers Department Store                                            | Younker Brothers Department Store                                            | 2010 ID-Nr. 10000079 | 713 Walnut Street 41° 35′ 8,8″ N, 93° 37′ 35,6″ W | Des Moines      | 1899 errichtetes Kaufhaus |

## Frühere Einträge
| [ 2 ] | Name                                     | Bild | Eintragsdatum        | Lage                                                              | Ort        | Beschreibung |
| ----- | ---------------------------------------- | ---- | -------------------- | ----------------------------------------------------------------- | ---------- | ------------ |
| 1     | Bankers Trust Building                   |      | 1976 ID-Nr. 76000798 | 605 Locust Street 41° 29′ 40,9″ N, 93° 38′ 49,6″ W                | Des Moines |              |
| 2     | Des Moines Rapid Transit Company Carbarn |      | 1978 ID-Nr. 78001249 | 24th Avenue Ecke Ingersoll Avenue 41° 35′ 7,8″ N, 93° 38′ 55,6″ W | Des Moines |              |